# تيد كوربيت
تيد كوربيت (21 فبراير 1935 - 9 أغسطس 2017) (بالإنجليزية: Ted Corbett)‏ هو لاعب كريكت بريطاني.